# Wireonek żółtogardły
Wireonek żółtogardły (Vireo flavifrons) – gatunek małego ptaka z rodziny wireonkowatych (Vireonidae). Nie jest zagrożony.

## Występowanie
Gniazduje w skrajnie południowej Kanadzie i wschodniej połowie USA. Zimuje w Ameryce Środkowej oraz w północnej Wenezueli i Kolumbii.

## Systematyka
Nie wyróżnia się podgatunków. Odnotowano krzyżowanie się tego gatunku z wireonkiem siwym (V. solitarius).

## Morfologia

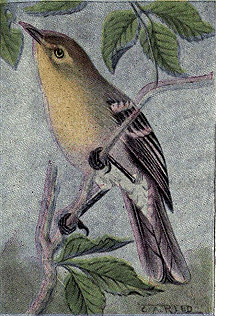
Rysunek z książki The Bird Book (1915)

WyglądNie występuje dymorfizm płciowy. Ma szary dziób. Oczy także są czarne na tle żółtej maski i czarnego kantarka. Żółty kolor ciągnie się od gardła aż po koniec piersi. Brzuch i pokrywy podogonowe są białe, a nóżki i kuper szare. Wierzch głowy i barkówki mają barwę oliwkową, ogon i skrzydła czarną. Na skrzydłach dwa białe paski.
Wymiary
- długość ciała: 13–15 cm[6]
- rozpiętość skrzydeł: 21,6–24 cm
- masa ciała: 15–21 g[6]

## Ekologia i zachowanie
BiotopLasy liściaste i mieszane, unika lasów iglastych. Na zimowiskach przebywa w suchych lasach tropikalnych, na plantacjach kawy, w lasach sosnowo-dębowych, ciernistych zaroślach i lasach deszczowych.
ZachowanieNie jest płochliwy.
GłosPowoli powtarza kom-hir albo di-ar-ije.
PożywienieOwady i jagody. Owady zbiera z liści.
Lęgi1 lub 2 lęgi. Gniazdo jest płytką miseczką zbudowaną wysoko na drzewie. Oba ptaki wysiadują 3–5 jaj przez 14–15 dni. Pisklęta umieją latać po 14–15 dniach.

## Status
IUCN uznaje wireonka żółtogardłego za gatunek najmniejszej troski (LC, Least Concern) nieprzerwanie od 1988 roku. Według szacunków organizacji Partners in Flight, liczebność populacji wynosi około 4,4 miliona dorosłych osobników. Trend liczebności populacji uznawany jest za wzrostowy.